# بانک اول سعودی
بانک اول سعودی  (عربی: البنك السعودي الأول (ساب)) شرکت خدمات مالی و بانکداری عربستانی بریتانیایی است، که در سال ۱۹۷۸ توسط بانک اچ‌اس‌بی‌سی تأسیس شد. این بانک هم‌اکنون مالک شبکه‌ای از ۸۰ شعبه در عربستان است و به‌عنوان یکی از ۵ بانک بزرگ این کشور بر پایه میزان دارایی شناخته می‌شود.